# Acácio da Silva
Acácio da Silva Mora (Montalegre, 2 januari 1961) is een Portugees voormalig wielrenner. Tijdens zijn wielercarrière bouwde Da Silva een indrukwekkende erelijst op. Zo won hij etappes in de Ronde van Frankrijk, Ronde van Italië, Ronde van Zwitserland, Ronde van Romandië, Tirreno-Adriatico en Dauphiné Libéré. In 1986 won hij het Kampioenschap van Zürich en werd hij kampioen op de weg van zijn land.

## Belangrijkste overwinningen
1980
Eindklassement Flèche du Sud
1983
4e etappe Ronde van Luxemburg
Bergklassement Ronde van Zwitserland
1984
1e etappe Ronde van Trentino
Coppa Placci
Bergklassement Ronde van Zwitserland
1985
Coppa Agostoni
4e etappe Tirreno-Adriatico
3e etappe Ronde van Romandië
8e (deel B) en 10e etappe Ronde van Italië
1e etappe Ronde van Zwitserland
Ronde van Emilia
1986
Kampioenschap van Zürich
 Portugees kampioen op de weg, Elite
9e en 21e etappe Ronde van Italië
3e etappe Ronde van de Limousin
1987
3e etappe Ronde van Frankrijk
1988
Trofeo Luis Puig
4e etappe Dauphiné Libéré
3e etappe Ronde van Zwitserland
Puntenklassement Ronde van Zwitserland
4e etappe Ronde van Frankrijk
5e etappe Ronde van Galicië
1989
GP Charly Gaul
2e etappe Ronde van Italië
1e etappe Ronde van Frankrijk
1e etappe (deel B) GP de Sintra
1990
Proloog Ronde van Luxemburg

## Resultaten in voornaamste wedstrijden
| Jaar | Ronde van Italië | Ronde van Frankrijk | Ronde van Spanje |
| ---- | ---------------- | ------------------- | ---------------- |
| 1982 | 78e              |                     |                  |
| 1983 | 97e              |                     |                  |
| 1984 | 23e              |                     |                  |
| 1985 | 33e (2)          |                     |                  |
| 1986 | 7e (2)           | 82e                 |                  |
| 1987 |                  | 64e (1)             | opgave           |
| 1988 |                  | 92e (1)             | 38e              |
| 1989 | 48e (1)          | 84e (1)             |                  |
| 1990 | 49e              | 108e                |                  |
| 1991 | 57e              |                     | 65e              |
| 1992 | 46e              | 61e                 |                  |
| 1993 | 73e              |                     | 64e              |

| Jaar | Milaan-San Remo | Parijs-Roubaix | Amstel Gold Race | Luik-Bast.‑Luik | Ronde van Lombardije | Waalse Pijl | Parijs-Tours | Clásica San Sebastián |  | WK op de weg |  | Wereldranglijsten |
| ---- | --------------- | -------------- | ---------------- | --------------- | -------------------- | ----------- | ------------ | --------------------- |  | ------------ |  | ----------------- |
| 1982 |                 |                |                  |                 |                      |             |              |                       |  |              |  |                   |
| 1983 | 100e            | 27e            |                  |                 |                      | 52e         |              |                       |  | 14e          |  |                   |
| 1984 |                 |                |                  | 5e              | 16e                  | 10e         |              |                       |  |              |  | 23e (SPP)         |
| 1985 | 16e             |                |                  | 9e              |                      | 4e          |              |                       |  | 16e          |  | 16e (SPP)         |
| 1986 | 56e             |                |                  | 18e             | 5e                   | 12e         | 8e           | 6e                    |  | 47e          |  | 6e (SPP)          |
| 1987 | 111e            |                |                  |                 |                      |             |              |                       |  | 58e          |  |                   |
| 1988 | 99e             |                |                  | 35e             |                      |             |              |                       |  | 18e          |  |                   |
| 1989 | 69e             |                | 100e             | 37e             |                      |             | 107e         | 23e                   |  |              |  | 19e (UWB)         |
| 1990 | 16e             |                |                  | 71e             |                      | 106e        |              | 93e                   |  |              |  |                   |
| 1991 |                 |                | 75e              |                 |                      |             |              | 134e                  |  |              |  |                   |
| 1992 | 173e            |                |                  | 54e             |                      |             |              |                       |  |              |  |                   |
| 1993 |                 |                |                  |                 |                      |             |              |                       |  |              |  |                   |

Wielerploegen van Acácio da Silva
Beccia ·
A. Bevilacqua ·
L. Bevilacqua ·
Bruggmann ·
da Silva ·
Dill-Bundi · 
Mantovani ·
Milani · 
Polončič ·
Vicino ·
Volpi
Allocchio ·
Beccia ·
Bevilacqua ·
Bruggmann ·
Condolo ·
da Silva ·
Dill-Bundi · 
Ferraro ·
Longo ·
Milani ·
Pagnin ·
Piccolo ·
Vicino ·
Volpi
Allocchio ·
Beccia ·
Bincoletto ·
Čerin ·
Condolo ·
A. da Silva (tot 12/08) ·
F. da Silva (tot 15/08) ·
Dill-Bundi · 
Ferraro ·
Furlan ·
Longo ·
Pagnin ·
Piccolo ·
Vicino ·
Zanatta
Bonnet ·
Bontempi ·
Bordonali ·
Čerin ·
Chiappucci ·
Chiesa · 
da Silva ·
Ghirotto ·
Henn ·
Mächler · 
Magnago ·
Pavlič ·
Perini ·
Puttini ·
Roche · 
Vairetti ·
van der Velde ·
Votolo ·
Zaina ·
Zimmermann
Bonnet ·
Bontempi ·
Čerin ·
Chiappucci ·
Chiesa · 
da Silva ·
Ghirotto ·
Giannelli ·
Giupponi ·
Henn ·
Hric ·
Mächler · 
Pavlič ·
Perini ·
Puttini ·
Roche · 
Rota ·
Sciandri ·
Zaina
Akkermans ·
Alonso ·
Berrojalbiz ·
Blanco ·
da Silva ·
Gajnetdinov ·
Galarreta ·
García ·
González · 
Hermans ·
Hernández ·
Manoejlov ·
Marques ·
Martín ·
J. T. Martínez ·
M. Martínez · 
Pagnin ·
Pérez ·
Piñero ·
Portillo ·
Ruiz ·
Sebastía · 
Suykerbuyk · 
Torres · 
Tsjabalkin ·
Valbuena ·
Vassilitsjenko ·
Zoebov
Akkermans ·
Alonso ·
da Silva ·
Durán (tot 30/04) ·
Gajnetdinov ·
Gianetti ·
González · 
Hermans ·
Hernández ·
Kelly ·
Manoejlov ·
Marques ·
J. T. Martínez ·
M. Martínez · 
Olano ·
Pagnin ·
Pérez ·
Piñero ·
Richard ·
Suykerbuyk · 
Torres · 
Tsjabalkin ·
Valbuena ·
Vassilitsjenko ·
Wegmüller ·
Yurrebaso (tot 30/04) ·
Zoebov
Abdoezjaparov ·
Allocchio ·
Belli ·
Bono ·
Bortolami ·  
D. Bramati ·
L. Bramati ·
Cortinovis ·
da Silva ·
Fondriest ·
Gualdi ·
Hontsjenkov ·
Lietti ·
Lombardi ·
Oesjakov · 
Spruch ·
Svorada ·  
Szerszynski · 
Tonkov ·
Zen ·
Totschnig (stagiair)